# Etmopterus sentosus
Etmopterus sentosus är en hajart som beskrevs av Bass, D'Aubrey och Kistnasamy 1976. Etmopterus sentosus ingår i släktet Etmopterus och familjen lanternhajar. IUCN kategoriserar arten globalt som livskraftig. Inga underarter finns listade i Catalogue of Life.